# Frank Sobotta
Frank Sobotta (* in Hamburg) ist ein deutscher Lichtdesigner, der seit 2008 die Beleuchtungsabteilung der Vereinigten Bühnen Wien leitet.

## Leben und Werk
Sobotta studierte Elektro- und Veranstaltungstechnik in Berlin und arbeitete bereits während seines Studiums seit 1980 an verschiedenen Bühnen als Lichtdesigner oder Beleuchtungschef. Es folgten Engagements unter anderem in Hamburg, am Schillertheater Berlin und am Schauspiel Köln, in Ulm, Wien, Graz, Triest und St. Petersburg. Seit 1980 leitet er die Beleuchtungsabteilung der Vereinigten Bühnen Wien, zu denen das Theater an der Wien, das Ronacher, das Raimundtheater und die Wiener Kammeroper gehören. Parallel dazu arbeitet er als Gast an verschiedenen Bühnen Mitteleuropas. Insgesamt hat Sobotta mehr als zweihundert Produktionen – Opern, Musicals, Ballett und Schauspiel – ausgeleuchtet, darunter West Side Story und Evita, Robert Wilsons Black Rider und Igor Stravinskys The Rake’s Progress, Puccinis Madama Butterfly und Verdis Otello.
In Wien übernahm er die Lichtgestaltung für die La traviata an der Wiener Volksoper (2001), von Stockhausens Donnerstag an der Wiener Taschenoper (2008), sowie von drei Produktionen der Kammeroper: Verkehr mit Gespenstern (2012), Semiramide (2013) und Rinaldo (2014).
Am Nationaltheater Prag gestaltete er 2005 das Licht für die Uraufführung von Lorenzo Ferreros Montezuma. Die Stockhausen-Produktion der Wiener Taschenoper, inszeniert von Carlos Padrissa (La Fura dels Baus), war nicht nur bei den Wiener Festwochen zu sehen, sondern auch in Köln, Dresden und Warschau, bei der Biennale Musicale von Venedig und beim Festival d’automne von Paris.
Wird erneut bei den Bad Hersfelder Festspielen 2019 arbeiten
- Arbeitet seit 2018 beim Staatstheater Mainz
- Hat bei Bad Hersfelder Festspiele gearbeitet (Sommer 2018)
- Hat als Beleuchtungsmeister bei Stadttheater Gießen gearbeitet
- Hat als Beleuchtungsmeister bei Bad Hersfelder Festspiele gearbeitet (2017)
- Hat als Ltg.Beleuchtung bei Saarländisches Staatstheater gearbeitet